# Tổng chất rắn hòa tan

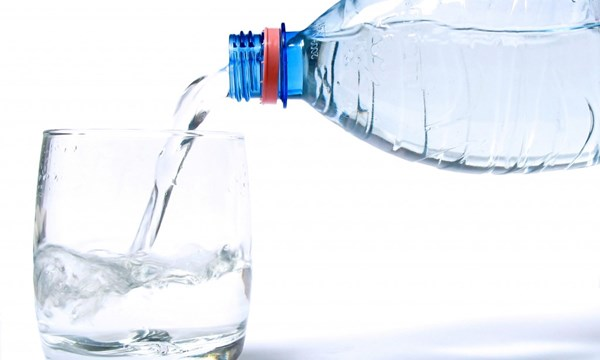
Nước khoáng đóng chai có hàm lượng TDS lớn hơn nước máy

Tổng chất rắn hòa tan (TDS) là một đơn vị đo hàm lượng kết hợp của tất cả các chất vô cơ và chất hữu cơ chứa trong chất lỏng dạng phân tử, ion hóa hoặc vi hạt. Nói chung, định nghĩa chi tiết là các chất rắn phải nhỏ đủ để đi qua một bộ lọc với những lỗ nhỏ cỡ 2 micromet (kích thước danh định, hoặc nhỏ hơn). Tổng lượng chất rắn hòa tan thường chỉ được sử dụng cho các hệ thống nước ngọt vì độ muối bao gồm một số ion cấu thành định nghĩa TDS. Việc áp dụng chính của TDS là nghiên cứu về chất lượng nước cho các dòng suối, sông ngòi, hồ, mặc dù TDS thường không được xem là chất gây ô nhiễm chính (ví dụ nó không được xem là liên quan đến các ảnh hưởng đến sức khoẻ) nó được sử dụng như một chỉ thị về các đặc tính của nước uống và là một chỉ thị tổng hợp về sự hiện diện của một loạt các chất gây ô nhiễm hóa học.
Nguồn chính của TDS là tiếp nhận nước từ nước thải nông nghiệp và nhà ở, nước vùng núi giàu sét, ô nhiễm đất và nước thải nguồn điểm xả từ nhà máy công nghiệp và các nhà máy xử lý chất thải công nghiệp. Các thành phần hoá học phổ biến nhất là Calci, Phosphat, Nitrat, natri, kali và chloride, xuất hiện trong dòng chảy nông nghiệp, dòng chảy mưa bão và chảy ra ở khí hậu lạnh, nơi có các muối băng tan. Các hoá chất này có thể là cation, anion, phân tử hoặc các kết tụ theo thứ tự của một ngàn phân tử hoặc ít hơn, miễn là một hạt nhỏ kích thước micro được hình thành. Các nguyên tố ngoại lai và độc hại của TDS là thuốc trừ sâu phát sinh từ dòng chảy bề mặt. Một số chất rắn hòa tan xảy ra tự nhiên phát sinh từ quá trình phong hóa và giải phóng đá và đất. Hoa Kỳ đã thiết lập một tiêu chuẩn chất lượng nước thứ cấp là 500 mg / l để xác định khả năng uống được của nước uống.
Tổng chất rắn hòa tan được phân biệt với tổng chất rắn lơ lửng (TSS), trong đó chất lỏng không thể đi qua một cái sàng hai micromet và vẫn vô hạn lơ lửng trong dung dịch. Thuật ngữ "chất rắn có thể lắng" là chất liệu có kích cỡ bất kỳ sẽ không bị lơ lửng hoặc tan trong bể chứa không bị chuyển động, và loại trừ cả TDS và TSS .Các chất rắn có thể lắng được có thể bao gồm các hạt lớn hơn hoặc các phân tử không hòa tan.

## Đo lường
Hai phương pháp chính để đo tổng lượng chất rắn hòa tan là phân tích trọng lượng và độ dẫn điện.Các phương pháp trọng lượng có độ chính xác nhất và liên quan đến việc bốc hơi dung môi lỏng và đo khối lượng dư lượng. Phương pháp này nhìn chung là tốt nhất, mặc dù tốn nhiều thời gian để thực hiện. Nếu muối vô cơ chiếm phần lớn trong TDS, thì các phương pháp trọng lượng thích hợp để đo TDS.
Độ dẫn điện của nước liên quan trực tiếp đến nồng độ các chất rắn ion hoá hòa tan trong nước. Các ion từ các chất rắn hòa tan trong nước tạo ra khả năng cho dòng nước đó tiến hành một dòng điện, có thể được đo bằng một máy đo độ dẫn truyền thống hoặc TDS meter. Khi tương quan với các phép đo TDS trong phòng thí nghiệm, độ dẫn cung cấp một giá trị gần đúng cho nồng độ TDS, thường ở độ chính xác 10%.
Mối quan hệ của TDS và độ dẫn đặc hiệu của nước ngầm có thể được ước lượng bằng phương trình sau:
TDS = ke.EC
Trong đó TDS có đơn vị mg / L và EC là độ dẫn điện ở microsiemens trên mỗi centimet ở 25 °C. Yếu tố tương quan ke dao động từ 0,55 đến 0,8.

## Mô phỏng thủy văn
Các mô hình vận chuyển thủy văn được sử dụng để phân tích toán học chuyển động của TDS trong hệ thống sông. Các mô hình phổ biến nhất đề cập đến dòng chảy bề mặt, cho phép thay đổi kiểu sử dụng đất, địa hình, loại đất, che phủ thực vật, lượng mưa và thực tiễn quản lý đất đai (ví dụ: tỷ lệ áp dụng phân bón). Các mô hình dòng chảy đã phát triển đến một mức độ chính xác cao và cho phép đánh giá các phương thức quản lý đất đai thay thế khi tác động đến chất lượng nước suối.
Các mô hình lưu vực được sử dụng để đánh giá toàn diện tổng chất rắn hòa tan trong lưu vực nhận nước và tự động dọc theo các dòng suối khác nhau. Mô hình DSSAM được Cơ quan Bảo vệ Môi trường Hoa Kỳ (EPA) phát triển.
Các mô hình lưu vực được sử dụng để đánh giá toàn diện tổng chất rắn hòa tan trong lưu vực nhận nước và tự động dọc theo các dòng suối khác nhau. Mô hình DSSAM được Cơ quan Bảo vệ Môi trường Hoa Kỳ (EPA) phát triển. Mô hình vận chuyển thủy văn này dựa trên chỉ số tải tổng lượng chất ô nhiễm gọi là "Tổng tải hàng ngày (TTHN), đề cập đến TDS và các chất ô nhiễm hóa học cụ thể khác. Sự thành công của mô hình này đã góp phần vào cam kết mở rộng của Cơ quan đối với việc sử dụng các giao thức TTHN nằm trong chính sách quốc gia về quản lý nhiều hệ thống sông ở Hoa Kỳ

## Thực tiễn

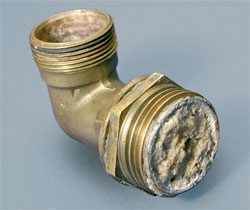
Ống dẫn nước bị tắc dần dần do hàm lượng TDS lớn

Mức độ cao của tổng chất rắn hòa tan không tương quan với nước cứng, vì chất làm mềm nước không làm giảm TDS. Nước làm mềm loại bỏ các ion magnesi và calci, gây ra nước cứng, nhưng những ion này được thay thế bằng một số lượng ion natri hoặc kali tương ứng. Điều này cho phép tổng thể TDS không thay đổi. Nước cứng có thể gây ra sự tích tụ quy mô trong đường ống, van, và bộ lọc, giảm hiệu suất và thêm vào chi phí bảo trì hệ thống. Những tác động này có thể được nhìn thấy trong hồ cá, spa, bể bơi, và các hệ thống xử lý nước thẩm thấu ngược. Thông thường, tổng chất rắn hòa tan được kiểm tra thường xuyên, và các màng lọc được kiểm tra để ngăn ngừa các tác động bất lợi.
Trong trường hợp thủy canh và nuôi trồng thủy sản, TDS thường được theo dõi để tạo ra một môi trường chất lượng nước tốt cho năng suất thủy sản. Đối với thủy sản nước ngọt, cá hồi, và hải sản có giá trị cao khác, sản lượng cao nhất và lợi nhuận kinh tế đạt được bằng cách bắt chước TDS và mức độ pH của môi trường bản địa của từng loài. Đối với việc trồng cây thủy sinh, tổng số chất rắn hòa tan được coi là một trong những chỉ số dinh dưỡng tốt nhất cho các loài thủy sinh đang phát triển. Hầu hết các hệ sinh thái thủy sinh như các loại cá có thể chịu được mức TDS 1000 mg / l.
Ví dụ, đối với Fathead minnow (Pimephales promelas) - một loài cá nước ngọt vùng ôn đới thuộc chi Pimephales của họ chép (Cyprinid), có nồng độ LD 50 là 5600 ppm trong  96 giờ tiếp xúc. LD50 là nồng độ cần thiết để tạo một tác động gây chết người trên 50 phần trăm dân số tiếp xúc phải. Daphnia magna, là một ví dụ điển hình của một thành viên chính của chuỗi thức ăn, là một loài giáp xác phù du nhỏ, có chiều dài khoảng 0,5 mm, có nồng độ LD50 khoảng 10.000 ppm TDS cho 96 giờ tiếp xúc
Cá đẻ trứng và cá con bị ảnh hưởng mạnh hơn bởi các mức TDS cao. Ví dụ, người ta thấy rằng TDS nồng độ 350 mg/l làm giảm sự sinh sản của Striped bass (Morone saxatilis) – cá vược sọc sống tại khu vực vịnh – châu thổ San Francisco và nồng độ dưới 200 mg/l thậm chí còn thúc đẩy các điều kiện có lợi hơn cho việc sinh sản. Ở sông Truckee, EPA phát hiện ra rằng cá hồi chưa trưởng thành Lahontan cutthroat trout là đối tượng tử vong cao hơn khi tiếp xúc với căng thẳng của ô nhiễm nhiệt kết hợp với tổng chất rắn hòa tan nồng độ cao.
Đối với các động vật sống trên cạn, gia cầm thường có giới hạn trên an toàn của tiếp xúc TDS là khoảng 2900 mg/l, trong khi bò sữa được xác định là có giới hạn trên an toàn khoảng 7100 mg/l. Nghiên cứu đã chỉ ra rằng tiếp xúc TDS được pha trộn độc tính khi các yếu tố gây căng thẳng khác xuất hiện (hóa chất, tác nhân sinh học, điều kiện môi trường..), chẳng hạn như độ pH bất thường, độ đục cao, hoặc giảm lượng oxy hòa tan với các yếu tốt gây căng thẳng sau chỉ tác động trong trường hợp động vật.
Trong nghiên cứu người ta có thể dựa vào giá trị của độ dẫn điện (EC), tổng lượng chất rắn hòa tan (TDS) của các máy đo để điều chỉnh bổ sung chất dinh dưỡng vào môi trường trồng thủy canh.
- Độ dẫn điện (EC) để chỉ tính chất của một môi trường có thể truyền tải được dòng điện. Độ dẫn điện của một dung dịch là khả năng dẫn điện của dung dịch này được đo bằng những điện cực có diện tích bề mặt là 1cm2 ở khoảng cách 1 cm, đơn vị tính là mS/cm; hầu hết các dung dịch dinh dưỡng có giá trị EC nhỏ hơn 4 mS/cm, nếu lớn hơn sẽ gây hại cho câytrồng.
- Tổng khối lượng chất rắn hòa tan được đo bằng những máy đo TDS theo đơn vị ppm
- Chỉ số EC cũng như TDS chỉ diễn tả tổng nồng độ ion hòa tan trong dung dịch, chứ không thể hiện được nồng độ của từng thành phần riêng biệt. Trong suốt quá trình tăng trưởng cây hấp thụ khoáng chất mà chúng cần, do vậy việc duy trì giá trị EC và TDS ở một mức ổn định là rất quan trọng. Nếu dung dịch có chỉ số EC (hoặc TDS) cao thì hấp thu nước của cây diễn ra nhanh hơn sự hấp thu khoáng, hậu quả là nồng độ các chất dinh dưỡng rất cao và gây ngộ độc cho cây. Khi đó ta cần bổ sung thêm nước vào môi trường. Ngược lại, nếu chỉ số  EC (hoặc TDS) thấp thì cây hấp thu chất khoáng nhanh hơn hấp thu nước và  khi đó chúng ta phải bổ sung thêm chất khoáng vào dungdịch.[8]

Bảng: Một số giới hạn EC và TDS đối với một số cây trồng 
| Cây trồng  | EC (mS/cm) | TDS (ppm)   |
| ---------- | ---------- | ----------- |
| Cẩm chướng | 2.4 - 5.0  | 1400 - 2450 |
| Địa lan    | 0.6 - 1.5  | 420 - 560   |
| Hoa hồng   | 1.5 - 2.4  | 1050 - 1750 |
| Cà chua    | 2.4 - 5.0  | 1400 - 3500 |
| Xà lách    | 0.6 -1.5   | 280 - 1260  |
| Cây chuối  | 2.4 - 5.0  | 1260 - 1540 |
| Dâu tây    | 1.5 - 2.4  | 1260 - 1540 |
| Ớt         | 1.5 - 2.4  | 1260 - 1540 |

## Quan hệ giữa TDS và sự tinh khiết
Theo các quy định hiện hành của WHO, US EPA, và cả Việt Nam, TDS không được vượt quá 500 mg/l đối với nước ăn uống và không vượt quá 1000 mg/l đối với nước sinh hoạt TDS càng nhỏ chứng tỏ nước càng sạch (nếu quá nhỏ thì gần như không còn khoáng chất). Một số ứng dụng trong ngành sản xuất điện tử yêu cầu TDS không vượt quá 5. Tuy nhiên, điều ngược lại không phải luôn đúng. Nguồn nước có TDS cao chưa chắc đã không an toàn, có thể do nó chứa nhiều ion có lợi. Các loại nước khoáng thường không bị giới hạn về TDS.
Nếu trong nước không có chất khoáng nào hòa tan thì ta hiểu ngay TDS sẽ bằng không. Đó là nước cất, nước kỹ thuật trong phòng thí nghiệm & nhà máy, nước tinh khiết. Thực tế làm được nước tinh khiết như thế rất khó. Cho nên chỉ số TDS thường là khoảng dưới 10. Chất rắn hòa tan ở đó cực kỳ nhỏ, gần bằng không.
Trong nước ăn, uống, sinh hoạt thì TDS cao hơn nhiều, bởi vì nó chứa các khoáng chất của tự nhiên. Cần lưu ý rằng, loài người sinh ra hàng triệu năm rồi. Việc tắm rửa, ăn uống bằng nước trong thiên nhiên, chứa đầy các khoáng chất. Bây giờ loài người đã thích nghi và rất cần những khoáng chất của thiên nhiên, thiếu nó sẽ sinh ra bệnh tật, nhưng có khoáng chất trong nước là để cho sức khỏe bình thường và cân bằng, và không nên hiểu là nó chữa được bệnh gì. Nhiều kim loại thuộc dạng khoáng chất như kẽm, magnesi,…
Chính vì lẽ đó, chỉ số TDS trong quy chuẩn nước ăn uống và sinh hoạt của Việt Nam và Thế giới là cho phép tới 1000 (mg/ lít) và các thành phần khoáng chất trong đó cũng được quy định ở hạn mức nhất định. Chưa có một quốc gia nào xác định nước cất, nước tinh khiết là nước ăn uống sạch.
Nước sạch là nước không màu, không mùi, không vị, chứa các khoáng chất và vi lượng của thiên nhiên, được tiêu chuẩn hóa theo các Quy chuẩn của Việt Nam, như QCVN01, QCVN02-2009/BYT. Trong đó Tổng chất rắn hòa tan TDS cho phép tới 1000
Như vậy, khi đo chỉ số TDS trong nước ăn uống, đạt con số hàng trăm là rất tốt. Và cần xem xét thêm các thông số khác của nước.
Khi đo thấy chỉ số TDS cao, cần tiếp tục phân tích mẫu nước để xác định thành phần các ion chủ yếu và đối chiếu với các ứng dụng thực tế để quyết định có cần giảm TDS hay không.
Ví dụ: đối với nước dùng cho nồi hơi, nước cho máy giặt công nghiệp phải không có các ion calci, magnesi, tránh tình trạng nổ lò hơi hoặc giảm tuổi thọ máy giặt. Nếu TDS cao do nhiều ion calci, magnesi, bắt buộc phải loại bỏ hết các ion này.
Đối với nước khoáng, cũng cần xác định thành phần khoáng để có biện pháp lựa chọn giữ lại hoặc giảm bớt.
Khi biết thành phần chính của TDS sẽ có thể áp dụng những phương pháp thích hợp:
Trao đổi ion.
Khử ion.
Thẩm thấu ngược.
Chưng cất.

## TDS trong nước uống
TDS trong nước uống bắt nguồn từ nguồn tự nhiên, hệ thống thoát nước, dòng chảy mặt khu vực thành thị, nước thải công nghiệp, chất hóa học sử dụng trong quá trình xử lý nước, và từ ống hoặc phần cứng truyền nước, nước bơm. Ở Mỹ, chỉ số TDS phụ thuộc vào những yếu tố môi trường tự nhiên như các dòng suối khoáng, trầm tích cacbonat,trầm tích muối, xâm nhập của nước biển, các nguồn khác bao gồm: muối sử dụng trong làm tan băng trên đường đi lại, vật liệu chống trượt, hóa chất xử lý nước uống, nước mưa, dòng chảy mặt nông nghiệp, nguồn điểm, nguồn diện nước thải.
Một lượng TDS không phải là sự nguy hại đến sức khỏe. Hàm lượng TDS là một tiêu chuẩn thứ cấp của nước uống, chỉ ra những điều sau:
1. Hàm lượng của ion hòa tan làm cho nước có tính ăn mòn, vị mặn hoặc lợ, tạo nên các lớp vẩy, đóng bám, làm giảm hiệu suất của máy nước nóng.
2. Có thể chứa nhiều lượng ion mức độ nằm trên Tiêu chuẩn cơ bản hoặc thứ 2 nước uống, như mức độ Nitrat, Asen, nhôm, đồng, chì,...v.v.[12]

## Phân loại nước
Nước có thể được phân loại theo số lượng tổng chất rắn hòa tan trên lít
- Nước ngọt  (Fresh water)  < 1,000 mg/L TDS
- Nước lợ (Brackish water) 1000 tới10,000 mg/L TDS
- Nước mặn (Saline water) 10,000 tới 30,000 mg/L TDS
- Nước muối (Brine) > 30,000 mg/L TDS

Trong khi mức độ TDS 5,000 mg/L là ngưỡng tối thiểu cho nước được xem là nước muối, tuy nhiên phạm vi điển hình là từ 30,000 đến 100,000 mg/L

## Có thể xem thêm
- Mưa axít
- Dòng chảy mặt
- Chất rắn lơ lửng
- Thủy canh